# فرديناند كليبورن
فرديناند كليبورن (بالإنجليزية: Ferdinand Claiborne)‏ هو عسكري أمريكي، ولد في 1773 في مقاطعة سوسيكس في الولايات المتحدة، وتوفي في 1815.